# Adam Hieronim Kazanowski
Adam Hieronim Kazanowski herbu Grzymała, (poległ 29 czerwca 1651 pod Beresteczkiem) – kasztelan halicki w latach 1650–1651, chorąży sandomierski w latach 1642–1650, rotmistrz królewski w 1648 roku.
Ojcem jego był Hieronim Kazanowski pisarz krakowski i burgrabia krakowski, chorąży sandomierski, a matką Regina Baranowska. Dziadkiem jego był; Józef Latoszyński (zm. 1611), uczestnik rokoszu Zebrzydowskiego
Żoną została ok. 1631 r. Zofia Kozietulska, z którą miał syna Marcina Kazanowskiego (zm. po 1658 r.).
Stryjem jego był Marcin Kazanowski (ok. 1563–1636) – hetman polny koronny, zaś bratem stryjecznym był Aleksander Dominik Kazanowski (zm. 1648) wojewoda bracławski.
Poseł na sejm 1642 roku.
W 1648 roku był elektorem Jana II Kazimierza Wazy z województwa sandomierskiego.
Poseł nieznanego sejmiku na sejm 1649/1650 roku.